# Russelia maculosa
Russelia maculosa är en grobladsväxtart som beskrevs av Cyrus Longworth Lundell. Russelia maculosa ingår i släktet Russelia och familjen grobladsväxter. Inga underarter finns listade i Catalogue of Life.